# جيم مالوني
جيم مالوني (بالإنجليزية: Jim Maloney)‏ هو لاعب كرة قاعدة أمريكي، ولد في 2 يونيو 1940 في فريسنو في الولايات المتحدة.

## وصلات خارجية
- جيم مالوني على موقع دوري كرة القاعدة الرئيسي (الإنجليزية)
- جيم مالوني على موقعبيزبول رفرنس.كوم (الدوري الرئيسي) (الإنجليزية)
- جيم مالوني على موقعبيزبول رفرنس.كوم (الدوري الثانوي) (الإنجليزية)
- جيم مالوني على موقع جمعية أبحاث البيسبول الأمريكية (الإنجليزية)
- جيم مالوني على موقع إي إس بي إن.كوم (أم.أل.بي) (الإنجليزية)